# Tropinota senicula

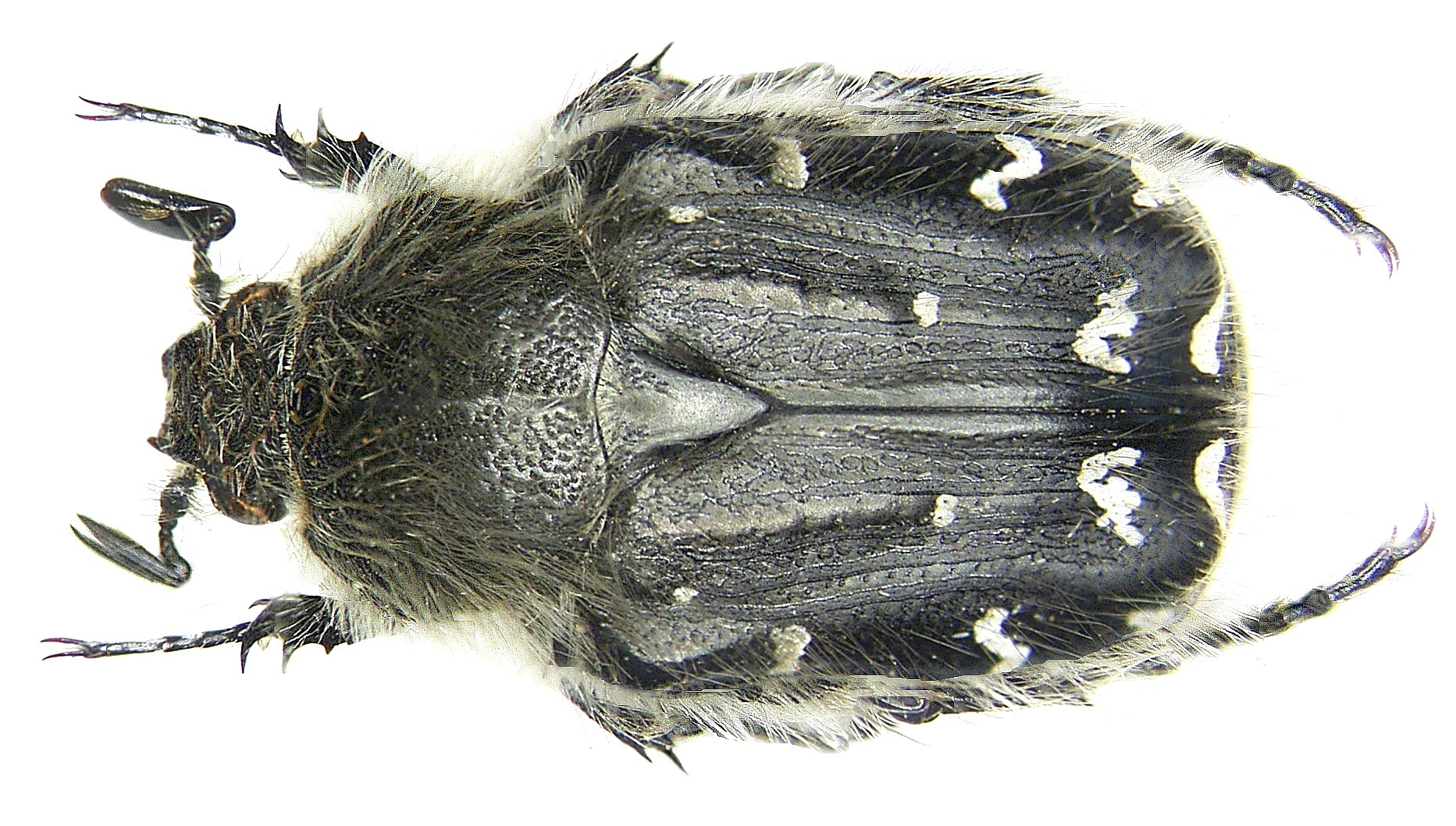
Tropinota senicula

Tropinota senicula är en skalbaggsart som beskrevs av Ménétriès 1832. Tropinota senicula ingår i släktet Tropinota och familjen Cetoniidae. Inga underarter finns listade i Catalogue of Life.